# Sirop d'ipéca

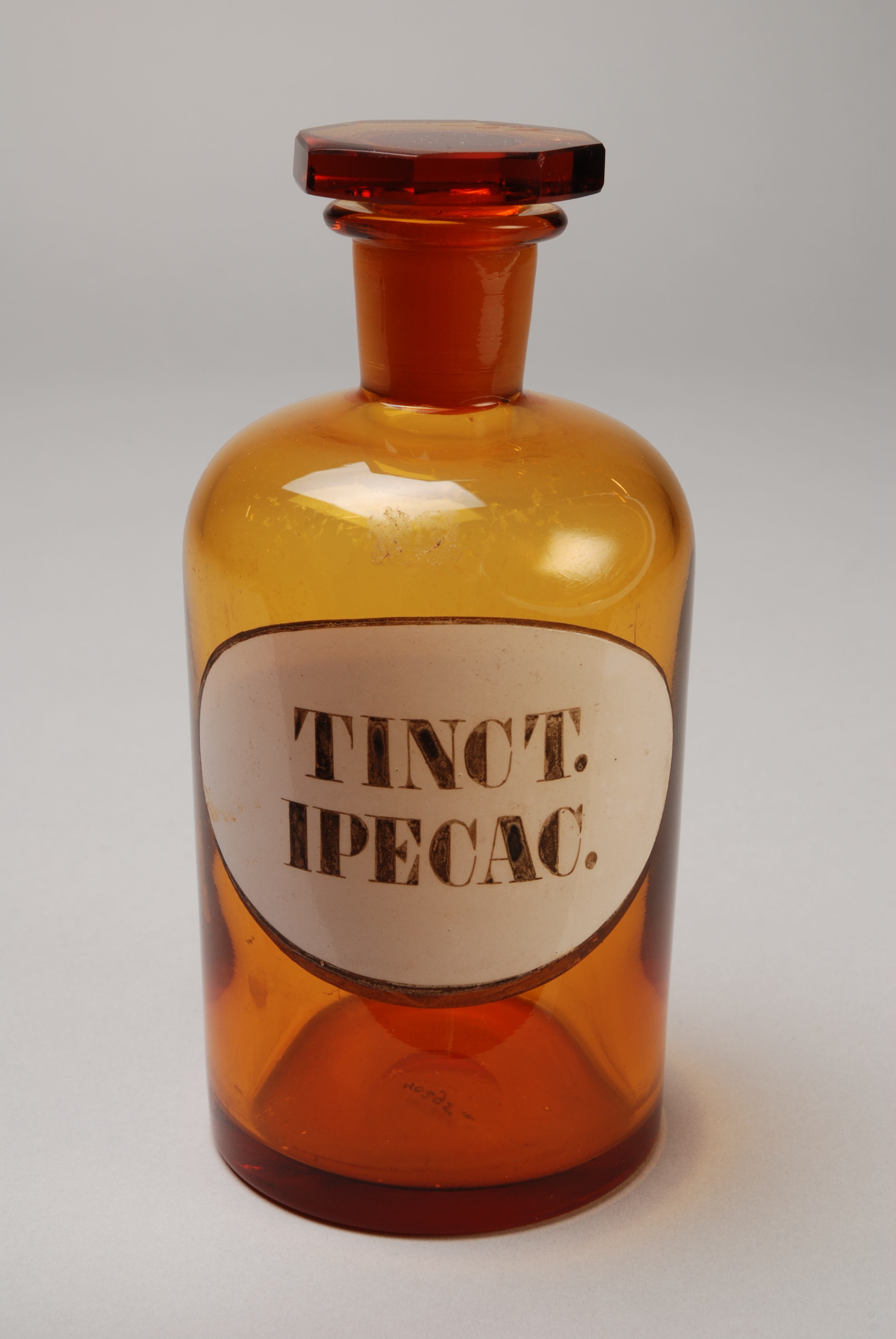
Flacon pour la teinture d'ipéca (racines et rhizomes d'ipéca dissous dans de l'alcool, qui est dilué et sucré pour obtenir un sirop d'ipéca)

Le sirop d'ipéca, communément appelé « ipéca », est un médicament à base de plantes qui a été autrefois largement utilisé comme expectorant (à faible dose) et comme émétique à action rapide (à dose plus élevée). Il est obtenu à partir des rhizomes et des racines séchés d'une espèce de Rubiaceae, l'ipéca ou ipécacuana (Carapichea ipecacuanha), dont il tire son nom.
Le sirop d'ipéca peut être considéré comme obsolète en règle générale. Néanmoins, il peut être recommandé de façon exceptionnelle lors de l'ingestion récente d'un toxique lésionnel.